# Вільям Возерспун
Вільям Воллес Возерспун (англ. William Wallace Wotherspoon; 16 листопада 1850, Вашингтон — 21 жовтня 1921, Вашингтон) — американський воєначальник, генерал-майор армії США (1912), 6-й начальник штабу армії США (1914). Учасник Індіанських, Іспансько-американської, Філіппінсько-американської війн.

## Біографія
Військова кар'єра
- 1 жовтня 1873 — другий лейтенант
- 20 березня 1879 — перший лейтенант
- 28 квітня 1893 — капітан
- 2 лютого 1901 — майор
- 12 липня 1904 — підполковник
- 3 жовтня 1907 — бригадний генерал
- 12 травня 1912 — генерал-майор

Вільям Воллес Возерспун народився 16 листопада 1850 року у Вашингтоні, округ Колумбія, в сім'ї армійського хірурга Александера Саммервіля Возерспуна (1817—1884) та Луїзи Кун Возерспун. Александер Вотерспун був ветераном мексиканської війни; крім того, що він працював у штаті Вінфілда Скотта; він був присутній, коли президент Закарі Тейлор захворів у 1850 році, і лікував Тейлора під час його останньої хвороби.
Вільям Вотерспун здобув освіту в приватних школах і з 9 березня 1870 року по 9 жовтня 1873 року служив помічником капітана на флоту на борту гвинтового військового шлюпа «Плимут» і колісного пароплава «Таллапуса». Він звільнився з військово-морського флоту, щоб перейти на службу до армії США.
У жовтні 1873 року Вотерспун був прийнятий до лав армії, отримав звання другого лейтенанта і був направлений для подальшого проходження служби до 12-го піхотного полку. З 1874 по 1881 рік він служив на Заході під час Індіанських війн.
У 1894 році він став помічником генерала Олівера О. Говарда, командувача Департаменту Сходу, і з 1894 по 1898 рік був першим викладачем військових наук і тактики Род-Айлендського коледжу сільського господарства та механіки (сьогодні університет Род-Айленда).
У 1898 році, перебуваючи на вербовці у форті Макферсон, він сформував 3-й батальйон 12-го піхотного полку. З 1899 по 1901 рік він брав участь у боротьбі проти повстанців на Філіппінах в провінції Ілоїло.
У 1901 році отримав звання майора і переведений до 30-го піхотного полку. Він командував 2-м батальйоном 6-го піхотного полку у форт Лівенворт, а з 1902 по 1904 рік викладав у Командно-штабному коледжі армії США. У 1904 році Возерспун отримав звання підполковника та призначення до 14-го піхотного полку, а пізніше був переведений до 19-го піхотного полку і з 1904 по 1906 рік був начальником Воєнного коледжу армії США. Вотерспун був начальником штабу Армії умиротворення Куби з 1906 по 1907 рік.
У 1907 році Возерспун був виконувачем обов'язків президента Воєнного коледжу армії та начальником Третього департаменту Генерального штабу. Вотерспун значною мірою сприяв перетворенню Воєнного коледжу з придатку Генерального штабу в самостійний військовий навчальний заклад. З 1901 до 1910 року він був помічником начальника штабу і знову з 1912 по 1914 рік. У травні 1912 року він отримав звання генерал-майора і служив очільником Департаменту Затоки до вересня того ж року.
У 1914 році Вотерспун став начальником штабу армії Сполучених Штатів. На вищий армійській посаді він перебував нетривалий час — з 21 квітня по 15 листопада 1914 року. Під час свого терміну він наголосив на нестачі досвідчених офіцерів і сержантів, оскільки армія почала готуватися до можливої участі в Першій світовій війні. Він також наголосив на необхідності вдосконалення берегової оборони, щоб відповідати загрозі появі поблизу американських берегів лінійних кораблів, які збільшувалися в розмірах і озброєнні, керував створенням першої авіаційної секції армії як відділення Корпусу зв'язку та завершенням будівництва Панамського каналу та його відкриття для руху суден.